# Phago intermedius
Phago intermedius är en fiskart som beskrevs av Boulenger, 1899. Phago intermedius ingår i släktet Phago och familjen Distichodontidae. IUCN kategoriserar arten globalt som livskraftig. Inga underarter finns listade i Catalogue of Life.